# たけやまたけを
たけやま たけをは日本の漫画家。日本大学芸術学部卒業。服飾会社の服飾パタンナー兼MD（マーチャンダイザー）としてサラリーマンをしながら、少し漫画を描く。
2004年に単行本「フードル」を発売し、本格的にデビュー。「桜2号」はビジネスジャンプ（集英社）で2005年～2006年に連載された。また、朝日放送でドラマ化され、2006年10～12月に放送された。

## 作品リスト
- 桜2号　（ビジネスジャンプ、単巻）
- フードル　（ビジネスジャンプ、単巻）